# 新阿尔本罗伊特
新阿尔本罗伊特是德国巴伐利亚州的一个市镇。总面积50.13平方公里，总人口1463人，其中男性738人，女性725人（2011年12月31日），人口密度29人/平方公里。